# Kantegir
Il Kantegir (in russo Кантегир?; in chakasso Хан-Тигір, Chan-Tigir o Han-Tigir, che significa "mondo superiore") è un fiume nella parte asiatica della Russia, affluente di sinistra dello Enisej. Scorre nella Siberia meridionale, nella Repubblica di Tuva, nella Chakassia e (per la maggior parte) nel Territorio di Krasnojarsk, attraversando i rispettivi Sut-Chol'skij kožuun, Bejskij rajon e Šušenskij rajon.

## Descrizione
Il fiume ha origine sulle pendici settentrionali della cresta Sajlyg-Chem-Tajga (Сайлыг-Хем-Тайга), che si trova nella parte centrale dei monti Saiani Occidentali, e sfocia a 3 061 km dalla foce dello Enisej in un braccio del bacino Sajano-Šušenskoe (Саяно-Шушенское водохранилище) chiamato Kantegirskij saliv (Кантегирский залив).
La lunghezza del fiume è di 209 km, l'area del bacino è di 5 400 km². Il Kantegir scorre principalmente in direzione nord-est verso la parte superiore dello Enisej. Non ci sono insediamenti lungo le rive del fiume, il quale è utilizzato per il rafting e la pesca sportiva. Alla foce, al bacino Sajano-Šušenskoe, un'imbarcazione fa da collegamento con la centrale idroelettrica (Саяно-Шушенская ГЭС).

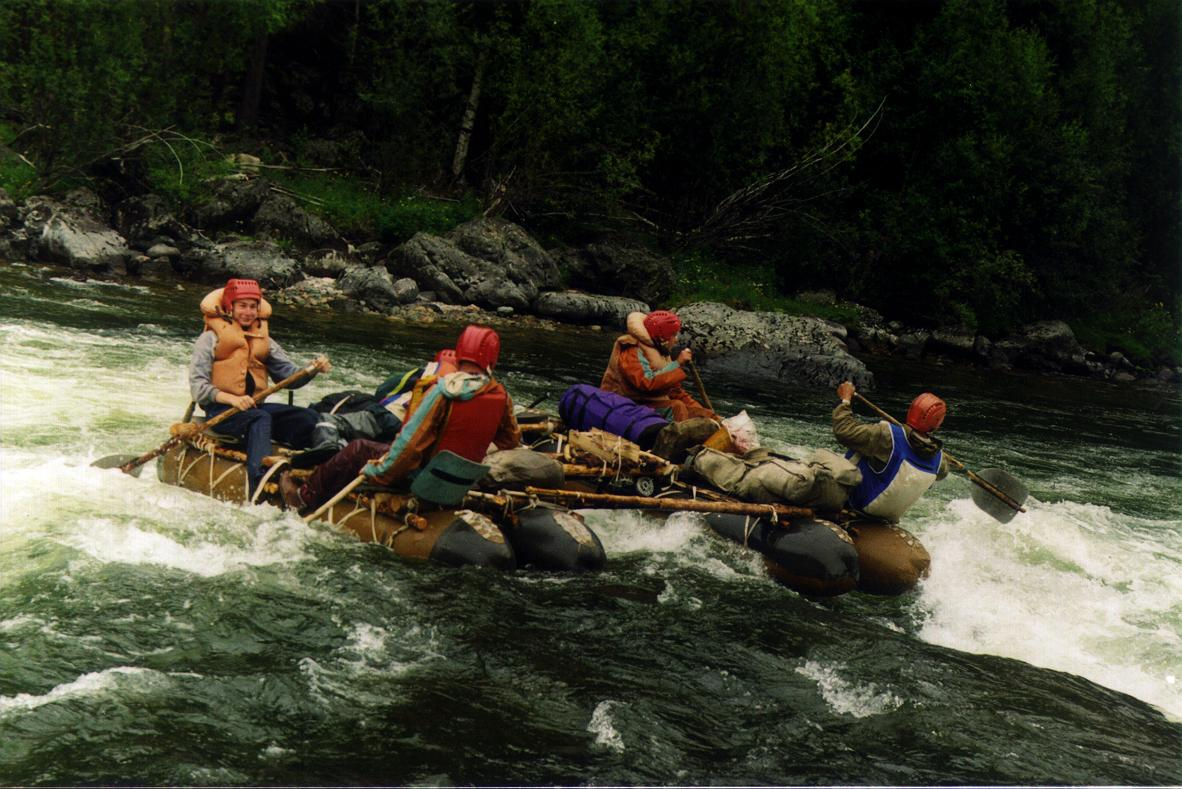
Rafting sul Kantegir